# Der große Mackenzie
Der große Mackenzie ist eine US-amerikanische Filmkomödie aus dem Jahr 1999.

## Handlung
Crawford Mackenzie ist ein regional bekannter Friseur aus Glasgow. Als er von der World Hairdressing International Federation (WHIF) für den Platinscherenwettbewerb, der Weltmeisterschaft der Friseure, nach Los Angeles eingeladen wird, ist er außer sich vor Freude. Der Dokumentarfilmer Martin Samuels begleitet ihn auf der Reise in die USA. Mackenzie ist begeistert von der Freundlichkeit Hollywoods und von seinem Hotel, bis sich schließlich herausstellt, dass er die Rechnung nicht bezahlen kann. Normalerweise würde die WHIF für ihre Teilnehmer aufkommen, doch es stellt sich heraus, dass Mackenzie nicht einmal für den Wettbewerb eingeladen wurde, sondern lediglich einem formalen Brief für Zuschauer gefolgt ist. Mackenzie würde dennoch gerne als Teilnehmer seine Heimat Schottland repräsentieren. Doch dafür müsste er erst einmal Mitglied bei WHIF sein.
Nachdem Mackenzie aus dem Century Plaza rausgeworfen wurde, kommt er in einem billigen Motel unter und macht sich auf, mindestens einen Tag lang in einem Friseursalon zu arbeiten, um seine Mitgliedschaft zu erhalten. Doch sein großes Vorbild, der norwegische Starfriseur und amtierende Weltmeister Stig Ludwigssen ist Mackenzie gegenüber nicht hilfreich. Er macht sich über ihn lustig. Auch andere Salons in der Stadt verwehren Mackenzie einen Job. Mackenzie sucht daher die Hollywoodagentin Candy Harper auf, frisiert ihr die Haare und gewinnt sie für sich. Mit Hilfe von Sean Connery versucht er doch noch am Wettbewerb teilzunehmen. Aber Connery ist zu beschäftigt. Harper besorgt ihn einem Job in einem Freizeitpark, wo er die Tierkostüme der Laiendarsteller frisiert. Dafür erhält er seine erwünschte Mitgliedskarte bei der WHIF, doch teilnehmen darf er am Wettbewerb immer noch nicht.
Auch die anschließende Hilfe von Drew Carey und Mackenzies schlechte Stimmenimitation von Sean Connery helfen immer noch nicht, am Wettbewerb teilnehmen zu dürfen. Allerdings hat der dreiste Versuch Connery nachzumachen den Sponsor des Wettbewerbs, Senator Warren Crockett, so sehr beeindruckt, dass er Mackenzie teilnehmen lässt. Allerdings schürt er damit den Neid Ludwigssens, der das Equipment Mackenzies sabotiert, sodass es nach einer deutlichen Niederlage aussieht. Alle anderen Wettbewerber haben ihren Models spektakuläre Frisuren verpasst, sodass Mackenzie nur dank der Hilfe von Harper und dessen Freunden eine neue Chance erhält, mit zusätzlicher Zeit einem Model die Gewinnerfrisur zu verpassen. Als vorletzter Teilnehmer scheint Ludvigssen mit einer sechsfachen Zehnerwertung bereits als Sieger festzustehen. Doch als Mackenzies Model auf die Bühne kommt und dabei seine Kreation, die schottische Blume, präsentiert, wird er sechsmal mit einer 11er-Wertung benotet, sodass er den Wettbewerb und damit auch die Weltmeisterschaft für sich entscheiden kann.

## Kritik
In der Chicago Sun-Times meinte Roger Ebert, dass die Komödie nicht wirklich funktionieren würde, da die Lacher keine Geschichte aufbauen würden, sondern zu häufig „alle auf einmal“ kämen, sodass die Komödie unrund wirke. Allerdings lobte er das Spiel Frances Fishers und fand „Craig Ferguson, einen begnadeten Komiker aus Glasgow“ einfach nur „sympathisch.“
Obwohl Stephen Holden von der New York Times den Film „mäßig amüsant“ fand, meinte er, dass der Film immer noch „charmant genug sei, um eine[m] zu Gefallen.“ Insbesondere weil er den Fokus auf die Tatsache legt, dass Eitelkeit mit zu den dümmsten Werten im Leben gehören.
Das Lexikon des internationalen Films meinte: „Eine als interessante Semi-Dokumentation inszenierte Komödie, die Eitelkeiten aufs Korn nimmt und das Mode-Milieu als Folie für hintergründige Unterhaltung nutzt. Der geschickt konstruierte Film bietet einem englischen Fernsehstar die Gelegenheit zum Kinoauftritt.“

## Veröffentlichung
Der Film hatte seine Weltpremiere im Oktober 1999 auf dem Chicago International Film Festival. Seinen ersten Kinostart feierte er am 26. November 1999 in Brasilien. In den USA startete er am 28. Januar 2000 und konnte lediglich etwas mehr als 180.000 US-Dollar an den Kinokassen wieder einspielen. In Deutschland erschien der Film am 14. Dezember 2001 direkt auf VHS.